# Gilera 500 Saturno "Piuma"
La Gilera 500 Saturno "Piuma" è una motocicletta da competizione, costruita dalla casa motociclistica Gilera dal 1952 al 1961.
Realizzata espressamente per esaudire le molte richieste dei piloti privati, la "Piuma" fu l'ultima evoluzione delle "Saturno Corsa". Ebbe una lunghissima vita sportiva, venendo impiegata in tutte le tipologie di gare su strada e pista, dal motomondiale alle serie inferiori, passando per le gare di gran fondo come la Milano-Taranto e mietendo un numero impressionante di vittorie, fino al 1969.

## La tecnica
La "Piuma", così chiamata per la sua leggerezza di guida, fu costruita apportando una lunga serie di miglioramenti al precedente modello "San Remo", la cui competitività in gara era stata offuscata dalla Norton Manx "Featherbed".
Oltre al lieve potenziamento del propulsore, dotato di gruppo termico in lega d'alluminio, le innovazioni più significative riguardarono la ciclistica e, in particolare, le sospensioni idrauliche che andarono a sostituire la forcella in lamiera stampata e gli ammortizzatori a compasso della "San Remo", riuscendo anche a totalizzare un peso inferiore di 4 kg. La nuova sella in pezzo unico, dotata di codino d'appoggio, completava la trasformazione.
Gli esemplari costruiti fino al 1954 sono riconoscibili per il contagiri alloggiato nel serbatoio e successivamente montato sulla piastra superiore della forcella. Furono anche realizzati 4 esemplari dotati di blocco motore fuso in lega di magnesio, destinati alla squadra corse Gilera.
Nonostante la potenza modesta, la "Piuma" era molto ambita dai piloti privati per l'eccellente maneggevolezza, la grande affidabilità meccanica e le non trascurabili prestazioni velocistiche. La moto, infatti, raggiunge i 190 km/h, nella versione nuda, che salgono a 210 km/h con la carenatura a campana.
Ne furono costruiti 110 esemplari che gareggiarono fino ai primi anni settanta.